# Acanthonema diandrum
Acanthonema diandrum är en tvåhjärtbladig växtart som först beskrevs av Engler, och fick sitt nu gällande namn av Brian Laurence Burtt. Acanthonema diandrum ingår i släktet Acanthonema och familjen Gesneriaceae. Inga underarter finns listade i Catalogue of Life.